# Ryan Shanley
Ryan Shanley (* 16. Januar 2001 in Edinburgh) ist ein schottischer Fußballspieler, der beim Stirling Albion unter Vertrag steht. Sein Cousin ist der ehemalige schottische Nationalspieler Derek Riordan.

## Karriere
Ryan Shanley wurde im Jahr 2001 in der schottischen Hauptstadt Edinburgh geboren und wuchs im nördlichen Stadtteil Muirhouse auf. Seine Karriere begann er beim Hutchison Vale Boys Club und FC Craigroyston, bevor in die U15 von Hibernian Edinburgh wechselte, den er seit seiner Kindheit als Fan unterstützt. Im Jahr 2019 wurde Shanley an den FC Civil Service Strollers in die Lowland League, der fünften Liga des schottischen Fußballs verliehen. Ab Januar 2020 wurde er an den schottischen Drittligisten Forfar Athletic weiter verliehen. Bis die Coronavirus-Pandemie einen vorzeitigen Abbruch der Saison 2019/20 brachte kam der junge Stürmer zu einem Einsatz in der Liga gegen den FC Falkirk. Am 12. September 2020 debütierte Shanley für die „Hibs“ in der Scottish Premiership. Der 19-Jährige ersetzte Martin Boyle für die letzten Minuten bei einem 3:0-Sieg gegen den FC St. Mirren. 